# Ольштинський повіт
Ольштинський повіт (пол. powiat olsztyński) — один з 19 земських повітів Вармінсько-Мазурського воєводства Польщі.
Утворений 1 січня 1999 року в результаті адміністративної реформи.

## Загальні дані
Повіт знаходиться у центральній частині воєводства.
Адміністративний центр — місто Ольштин (має статус міста на правах повіту, до складу повіту не входить).
Станом на 1.01.2008 населення становить 114 643 осіб, площа 2838,02 км².
На терени повіту були депортовані 646 українців з українських етнічних територій у 1947 році (т. з. акція «Вісла»), у 1948 році 11 з них були засуджені на смертну кару.

## Демографія
Демографічні дані повіту станом на 30.06.2005:
|       | Всього  | Всього | Жінки  | Жінки | Чоловіки | Чоловіки |
| ----- | ------- | ------ | ------ | ----- | -------- | -------- |
|       | осіб    | %      | осіб   | %     | осіб     | %        |
| Повіт | 112 934 | 100    | 57 080 | 50,5  | 55 854   | 49,5     |
| Міста | 39 316  | 100    | 20 569 | 52,3  | 18 747   | 47,7     |
| Села  | 73 618  | 100    | 36 511 | 49,6  | 37 107   | 50,4     |